# Haploclathra cordata
Haploclathra cordata är en tvåhjärtbladig växtart som beskrevs av R. Vásquez. Haploclathra cordata ingår i släktet Haploclathra och familjen Calophyllaceae. Inga underarter finns listade i Catalogue of Life.